# Muzeum Szopek w Třebechovicach pod Orebem
Muzeum Szopek w Třebechovicach pod Orebem (cz. Třebechovické muzeum betlémů) – muzeum szopek betlejemskich zlokalizowane w czeskim mieście Třebechovice pod Orebem (kraj hradecki).

## Historia i zbiory

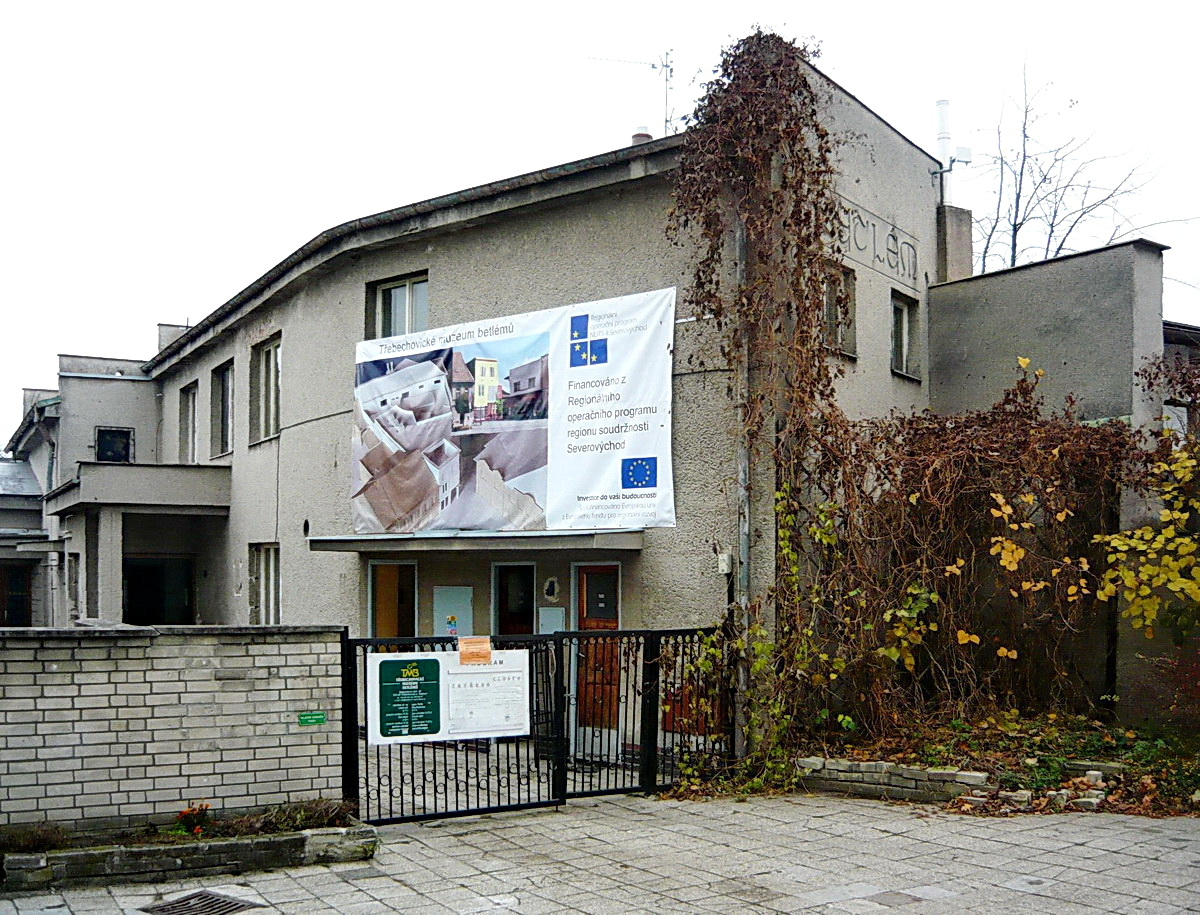
Stary budynek muzeum (przed remontem w 2013)

Placówka (jedyna taka w Czechach) specjalizujące się w dokumentowaniu szopek bożonarodzeniowych statycznych, jak i ruchomych. Kolekcja obejmuje ponad czterysta szopek zrobionych z różnych materiałów i zbudowanych w różnych częściach Czech i Słowacji. Najcenniejszą eksponatem jest drewniana ruchoma szopka (tzw. Szopka Probošta) składająca się z ponad 2000 części, skonstruowana przez chłopa Josefa Probošta (1849-1926), rzeźbiarza Josefa Kapuciána (1841-1908) oraz stolarza-topornika Josefa Frimla (1861-1946), która od 1999 stanowi narodowy zabytek kultury Republiki Czeskiej. Z drewna wykonano nie tylko modele i postacie (ponad 350 osób, z czego około dwieście ruchomych), ale także mechanizm napędzający tę szopkę. Jej rozmiary to: długość 6,9 metra, wysokość 2,2 metra, głębokość 1,9 metra i waga około 1,2 tony (bez wózka transportującego). Szopka ta została kilkakrotnie zaprezentowana poza granicami Czech: w 1967 na wystawie światowej wystawie EXPO w Montrealu, w 1968 w Madurodamie w Holandii i w 1970 w Londynie podczas wystawy Ideal Home Show, kiedy to zwiedziła ją królowa brytyjska Elżbieta II.
Oprócz szopki Probošta w placówce znajduje się kilkadziesiąt innych szopek z terenów Czech i Słowacji. W 2013 oddano do dyspozycji zwiedzających nowy budynek ekspozycyjny. W okresie adwentowym odbywają się tutaj wydarzenia świąteczne, w tym jarmarki betlejemskie.
Obecnie oprócz szopek muzeum zarządza zbiorami miejskimi, z których najcenniejszy jest iluminowany graduał z 1559. Muzeum świadczy też usługi doradztwa specjalistycznego w zakresie restauracji szopek mechanicznych, tak dla muzeów, jak i dla osób prywatnych.